# Michalina Nestorowicz
Michalina Nestorowicz z d. Nestoruk (ur. około 1882) – polska rolniczka, Sprawiedliwa wśród Narodów Świata.

## Życiorys
Wspólnie z mężem Szymonem Nestorowiczem prowadziła gospodarstwo rolne w Jelnicy niedaleko Międzyrzecza Podlaskiego. Miała dwójkę dzieci, Łucję Jurczak i Stanisława Nestorowicza. Wiosną 1942 r. na prośbę córki ukryła jej przyjaciółkę sprzed okupacji niemieckiej, Belę Stein (Sztein), której rodzina była w bliskich relacjach z Nestorowiczami. Opieka nad Belą trwała do października 1942 bądź 1943 r., kiedy wyjechała ona do pracy do Niemiec wspólnie z synem Nestorowicz, Stanisławem. Od października 1942 r. Nestorowicz udzielała pomocy ukrywającym się w lesie rodzicom Beli, Helenie i Siepsielowi Steinom.
19 grudnia 1993 r. Jad Waszem uznał Michalinę Nestorowicz za Sprawiedliwą wśród Narodów Świata. Razem z nią uhonorowano także jej męża, Szymona Nestorowicza, a także dzieci, Łucję Jurczak i Stanisława Nestorowicza.